# 34-я мотострелковая дивизия
34-я мотострелковая Симферопольская Краснознамённая ордена Суворова дивизия имени Серго Орджоникидзе — тактическое соединение Вооружённых сил СССР и Российской Федерации. 
Условное полное (сокращённое) наименование — Войсковая часть № 61423 (в/ч 61423). Сокращённое действительное наименование формирования — 34 мсд.
Предшественником соединения является сформированная приказом войскам 11-й армии Кавказского фронта № 193, от 11 мая 1920 года, и по Народному военно-морскому комиссариату Азербайджанской ССР № 48, от 16 мая 1920 года, было приказано «Образовать 1-ю Сводную Азербайджанскую Рабоче-Крестьянскую Советскую стрелковую дивизию…». 
После ряда реорганизаций развёрнута в 34-ю мотострелковую дивизию 6 февраля 1965 года. После распада СССР сокращена в 28-ю отдельную мотострелковую бригаду в городе Екатеринбурге. 30 мая 2016 бригада переведена в Клинцы Брянской области и переформирована в 488-й мотострелковый полк с сохранением наград и почётных наименований.

## История
Сформирована 30 октября 1920 года в городе Баку. В 1920-е годы соединение вело боевые действия по ликвидации контрреволюционных банд в Иране и Азербайджане. Приказом РВС СССР № 218, от 29 октября 1930 года, стрелковой дивизии присвоено имя Серго Орджоникидзе, а в 1935 году она награждена орденом Красного Знамени. В годы Великой Отечественной войны за овладение городом Симферополь ей присвоено наименование «Симферопольская», а за освобождение Севастополя дивизия награждена орденом Суворова II степени.
Приказом Народного Комиссара Обороны СССР № 072, от 21 мая 1936 года, дивизия в связи с изменением нумерации была переименована в 77-ю Азербайджанскую горнострелковую Краснознамённую дивизию имени Серго Орджоникидзе. Приказом Народного Комиссара Обороны Союза № 0150,от 16 июля 1940 года, в связи с переходом от национального принципа комплектования к многонациональному, из наименования дивизии было исключено слово «Азербайджанская».
К началу Великой Отечественной войны 77-я горнострелковая Краснознамённая дивизия имени С. Орджоникидзе входила в состав 40-го стрелкового корпуса Закавказского военного округа, обеспечивавшего прикрытие границы СССР с Ираном.
В годы Великой Отечественной войны дивизия сражалась на Северном Кавказе, в Крыму и на Украине, в Прибалтике.
25 мая 1942 года 77-я горнострелковая дивизия была переформирована в 77-ю стрелковую дивизию.
В апреле — мае 1945 года дивизия воевала в составе 63-го стрелкового корпуса 51-й армии Ленинградского фронта. В этом же году дивизия прибыла в город Свердловск (ныне Екатеринбург) и вошла в состав Уральского военного округа.
В 1990-е годы части дивизии выполняли миротворческие задачи в зоне Грузино-абхазского конфликта, принимали участие в разоружении незаконных вооружённых формирований на территории Чеченской Республики.
276-й мотострелковый полк дивизии 24 декабря 1994 года прибыл в Чеченскую Республику и вошёл в состав северо-восточной группировки войск генерал-лейтенанта Л. Я. Рохлина. За мужество, проявленное при наведении конституционного порядка на территории Чеченской Республики, орденами и медалями награждены более 500 военнослужащих дивизии, а рядовой Ю. С. Игитов удостоен звания Героя России посмертно, указом от 1 апреля 1995 года.
324-й мотострелковый полк находился в Чечне с конца января 1995 года. Полк вернулся 26 июля 1996 года двумя Ил-76 и тремя железнодорожными поездами из Чечни. За время боев 324 мсп в Чечне погиб 171 человек. 270 награждены орденами и медалями. Капитан Ю. Нестеренко и старший сержант И. Молдованов удостоены звания Героя России посмертно.
Более 2 тысяч военнослужащих дивизии награждены орденами и медалями. Среди них 8 Героев Советского Союза и 7 Героев Российской Федерации.
На новый штат дивизия перешла к началу 1998 года.
С 1 марта 2009 года на основании директивы командующего войсками Приволжско-Уральского военного округа (ПУрВО) № 11/20/1/080 34-я мотострелковая Симферопольская Краснознамённая ордена Суворова дивизия имени С. Орджоникидзе переформирована в 28-ю отдельную мотострелковую Симферопольскую Краснознамённую ордена Суворова бригаду имени Серго Орджоникидзе. Бригада была дислоцирована в Екатеринбурге и Карабаше. На базе 295-го гвардейского мотострелкового полка создана 7-я отдельная гвардейская танковая бригада.
В 2016 году 28-я отдельная мотострелковая бригада передислоцирована в город Клинцы Брянской области и переформирована в 488-й мотострелковый полк, которому переданы регалии, почётное наименование, исторический формуляр, знамя и боевая слава соединения. Военная техника и личный состав пущены на формирование 144-й гвардейской мотострелковой дивизии.

## Состав
- управление дивизии (г. Свердловск);
- 341-й танковый полк (г. Свердловск);
- 105-й мотострелковый полк (г. Свердловск);
- 276-й мотострелковый Краснознамённый полк (г. Свердловск);
- 324-й мотострелковый полк (г. Свердловск);
- 239-й артиллерийский ордена Отечественной войны полк имени 50-летия СССР (г. Свердловск);
- зенитный артиллерийский полк (г. Свердловск);
- 907-й отдельный разведывательный батальон (г. Свердловск);
- 1346-й отдельный противотанковый дивизион (г. Свердловск);
- отдельный ремонтно-восстановительный батальон (г. Свердловск);
- отдельный инженерно-сапёрный батальон(г. Свердловск);
- 595-й отдельный батальон связи(г. Свердловск);
- 119-й медицинский батальон (г. Свердловск);
- 894-й батальон материального обеспечения (г. Свердловск)[8].

- управление дивизии (в/ч 61423, Екатеринбург, 32-й военный городок);
- 239-й гвардейский танковый Витебский ордена Суворова полк (г. Чебаркуль);
- 341-й танковый полк (в/ч 74291, г. Верхняя Пышма, 45-й военный городок);
- 276-й мотострелковый Краснознамённый полк (в/ч 69771, Екатеринбург, 32-й военный городок);
- 295-й гвардейский мотострелковый Краснознамённый, орденов Суворова, Кутузова и Александра Невского Оренбургский казачий полк (г. Чебаркуль);
- 239-й самоходный артиллерийский ордена Отечественной войны полк имени 50-летия СССР (в/ч 48548 г. Карабаш);
- 282-й зенитный ракетный Белостокский Краснознамённый полк (г. Чебаркуль);
- 1346-й отдельный противотанковый артиллерийский дивизион (в/ч 63746 г. Карабаш);
- 133-й отдельный разведывательный батальон (г. Екатеринбург);
- 595-й отдельный батальон связи (г. Екатеринбург);
- 99-й отдельный батальон РЭБ (в/ч 63562, с. Тюбук);
- 152-й отдельный гвардейский инженерно-сапёрный батальон (г. Чебаркуль);
- 331-й отдельный батальон РХБЗ (г. Чебаркуль);
- 142-й отдельный ремонтно-восстановительный батальон (г. Чебаркуль);
- 894-й отдельный батальон материального обеспечения (г. Екатеринбург);
- 119-й отдельный медико-санитарный батальон;
- 1866-я станция ФПС (г. Екатеринбург);
- 33609-е полевое отделение Банка России (г. Екатеринбург).

28-я отдельная мотострелковая бригада, в/ч 61423 (г. Екатеринбург, 32-й военный городок):  
- управление,
- 1-й мотострелковый батальон,
- 2-й мотострелковый батальон,
- 3-й мотострелковый батальон,
- стрелковая рота (снайперов),
- танковый батальон,
- 1-й гаубичный самоходно-артиллерийский дивизион,
- 2-й гаубичный самоходно-артиллерийский дивизион,
- реактивный артиллерийский дивизион,
- противотанковый артиллерийский дивизион,
- зенитный ракетный дивизион,
- зенитный ракетно-артиллерийский дивизион,
- разведывательный батальон,
- инженерно-саперный батальон,
- батальон управления (связи),
- рота БПЛА,
- рота РХБЗ,
- рота РЭБ,
- батарея управления и артиллерийской разведки (начальника артиллерии),
- взвод управления и радиолокационной разведки (начальника противовоздушной обороны),
- взвод управления (начальника разведывательного отделения),
- ремонтно-восстановительный батальон,
- батальон материального обеспечения,
- комендантская рота,
- медицинская рота,
- взвод инструкторов,
- взвод тренажеров,
- полигон,
- оркестр.

На вооружении: 40 ед. Т-72Б3, 1 ед. Т-72БК, 120 ед. БМП-2, 15 ед. МТ-ЛБ, 18 ед. БМ-21 «Град», 36 ед. 152 мм 2С19 «Мста-С», 18 ед. 120-мм миномётов 2С12 «Сани», 12 ед. 100-мм пушек МТ-12 «Рапира», 12 ед. самоходных птрк 9П149 «Штурм-С», 36 ед. БТР-80, 4 ед. БРДМ-2, 12 ед. БМ 9А33БМ2(3) «Оса», 6 ед. БМ 9А34(35) «Стрела-10», 6 ед. ЗСУ 2С6М «Тунгуска», 27 ед. ПЗРК 9К38 «Игла».

## Дислокация
Дивизия содержалась по штату мирного времени и дислоцировалась в четырёх военных гарнизонах и пяти военных городках:
| Екатеринбург | г. Верхняя Пышма | с. Тюбук  | г. Чебаркуль | г. Карабаш  |
| ------------ | ---------------- | --------- | ------------ | ----------- |
| 276 мсп      | 341 тп           | 99 об РЭБ | 295 гв.мсп   | 239 сап     |
| 133 орб      |                  |           | 239 гв.тп    | 1346 оптадн |
| 595 обс      |                  |           | 282 зрп      |             |
| 894 обмо     |                  |           | 152 гв. оисб |             |
| 1866 СФПС    |                  |           | 142 орвб     |             |
|              |                  |           | 331 огб РХБЗ |             |

## Командиры дивизии/бригады
- генерал-майор Иванов, Николай Фёдорович (6.02.1965—23.05.1967)
- полковник, с 21.02.1969 генерал-майор Инденко, Иван Николаевич (23.05.1967—4.05.1971)
- полковник, с 20.05.1971 генерал-майор Китиченко, Юрий Степанович (4.05.1971—1.11.1973)
- полковник, с 13.02.1976 генерал-майор Вересов, Николай Александрович (1.11.1973—18.09.1977)
- полковник, с 25.10.1979 генерал-майор Сидоров, Виктор Павлович (18.09.1977—27.03.1981)
- полковник, с 11.1988 г генерал майор Семенов Валерий Васильевич (18.02.1986 -08.06.1990)
- полковник впоследствии генерал майор Сергеев Борис Николаевич (1990-1996 гг)
- полковник Черномордин, Сергей Александрович (1996-1997)
- полковник Бунин, Сергей Викторович (до 1998)
- генерал-майор Дягтев, Александр Владимирович (1998—2002)
- генерал-лейтенант Суровикин, Сергей Владимирович (2002—2004)
- генерал-майор Калоев, Хасан Бекович (2004—2008)
- полковник Синельников, Анатолий Александрович (2008—2010)
- полковник Касперович, Дмитрий Валерьевич (2010—2012) (назначен указом Президента РФ от 2 марта 2011 года)[10]
- полковник Сорокин, Дмитрий Михайлович (2012—2013)
- генерал-майор Мордвичев, Андрей Николаевич (2013—2014)
- полковник Гилязов, Рамиль Ханифович (2014—2016)

1 ноября 2016 года Боевое знамя командир 28-й отдельной мотострелковой бригады полковник Р. Х. Гилязов передал командиру 488-го мотострелкового полка подполковнику Акулову Андрею Михайловичу.

## Известные воины
| Награда | Ф. И. О.                         | Должность | Звание            | Дата награждения | Примечания                                        |
| ------- | -------------------------------- | --- | ----------------- | ---------------- | ------------------------------------------------- |
|         | Родионов Алексей Павлович        | Командир 77-й стрелковой дивизии (51-я армия, 4-й Украинский фронт)                                                              | генерал-майор     | 16.05.1944       | Архивная копия от 4 марта 2016 на Wayback Machine |
|         | Чакрян Арутюн Хачикович          | Заместитель командира батальона 276-го стрелкового полка (77-я стрелковая дивизия, 51-я армия, 4-й Украинский фронт)             | капитан           | 24.03.1945       |                                                   |
|         | Торопкин Алексей Георгиевич      | Адъютант старший батальона 276-го стрелкового полка (77-я стрелковая дивизия, 51-я армия, 4-й Украинский фронт)                  | капитан           | 24.03.1945       |                                                   |
|         | Загорулько Дмитрий Сергеевич     | Командир сапёрной роты 41-го отдельного сапёрного батальона 77-й стрелковой дивизии 51-й армии 4-го Украинского фронта           | старший лейтенант | 24.03.1945       |                                                   |
|         | Елисов Павел Александрович       | Командир взвода автоматчиков 105-го стрелкового полка 77-й Симферопольской стрелковой дивизии 51-й армии 4-го Украинского фронта | лейтенант         | 24.03.1945       |                                                   |
|         | Борщик Иван Владимирович         | Командир батареи 239-го артиллерийского полка (77-я стрелковая дивизия, 51-я армия, 1-й Прибалтийский фронт)                     | старший лейтенант | 24.03.1945       |                                                   |
|         | Атамановский Пётр Ефимович       | Командир пулемётного расчёта 276-го стрелкового полка (77-я стрелковая дивизия, 51-я армия, 1-й Прибалтийский фронт)             | старший сержант   | 19.04.1945       |                                                   |
|         | Абдулаев Абдурахман Ягъяевич     | Командир отделения автоматчиков 105-го стрелкового полка (77-я стрелковая дивизия, 51-я армия, 4-й Украинский фронт)             | старший сержант   | 19.04.1945       |                                                   |
|         | Игитов Юрий Сергеевич            | Старший стрелок 1-го мотострелкового батальона 276-го мотострелкового полка                                                      | рядовой           | 01.04.1995       |                                                   |
|         | Нестеренко Юрий Иванович         | Командир мотострелковой роты 324-го мотострелкового полка                                                                        | капитан           | 19.10.1995       |                                                   |
|         | Молдованов Игорь Валерьевич      | Мотострелок 324-го мотострелкового полка                                                                                         | старший сержант   | 19.10.1995       |                                                   |
|         | Коргутов Владимир Александрович  | Командира разведывательной роты 276-го мотострелкового полка, начальник разведки 341-го танкового полка                          | майор             | 29.01.1997       |                                                   |
|         | Сороговец Александр Владимирович | Помощник начальника разведки 324-го мотострелкового полка 34-й мотострелковой дивизии Уральского военного округа                 | старший лейтенант | 29.01.1997       |                                                   |
|         | Касков Олег Александрович        | Командир танкового взвода 276-го мотострелкового полка 34-й мотострелковой дивизии ПУрВО                                         | старший лейтенант | 14.06.1997       |                                                   |
|         | Шадура Юрий Дмитриевич           | Начальник разведки 276-го мотострелкового полка                                                                                  | подполковник      | 13.04.2000       |                                                   |

## Галерея

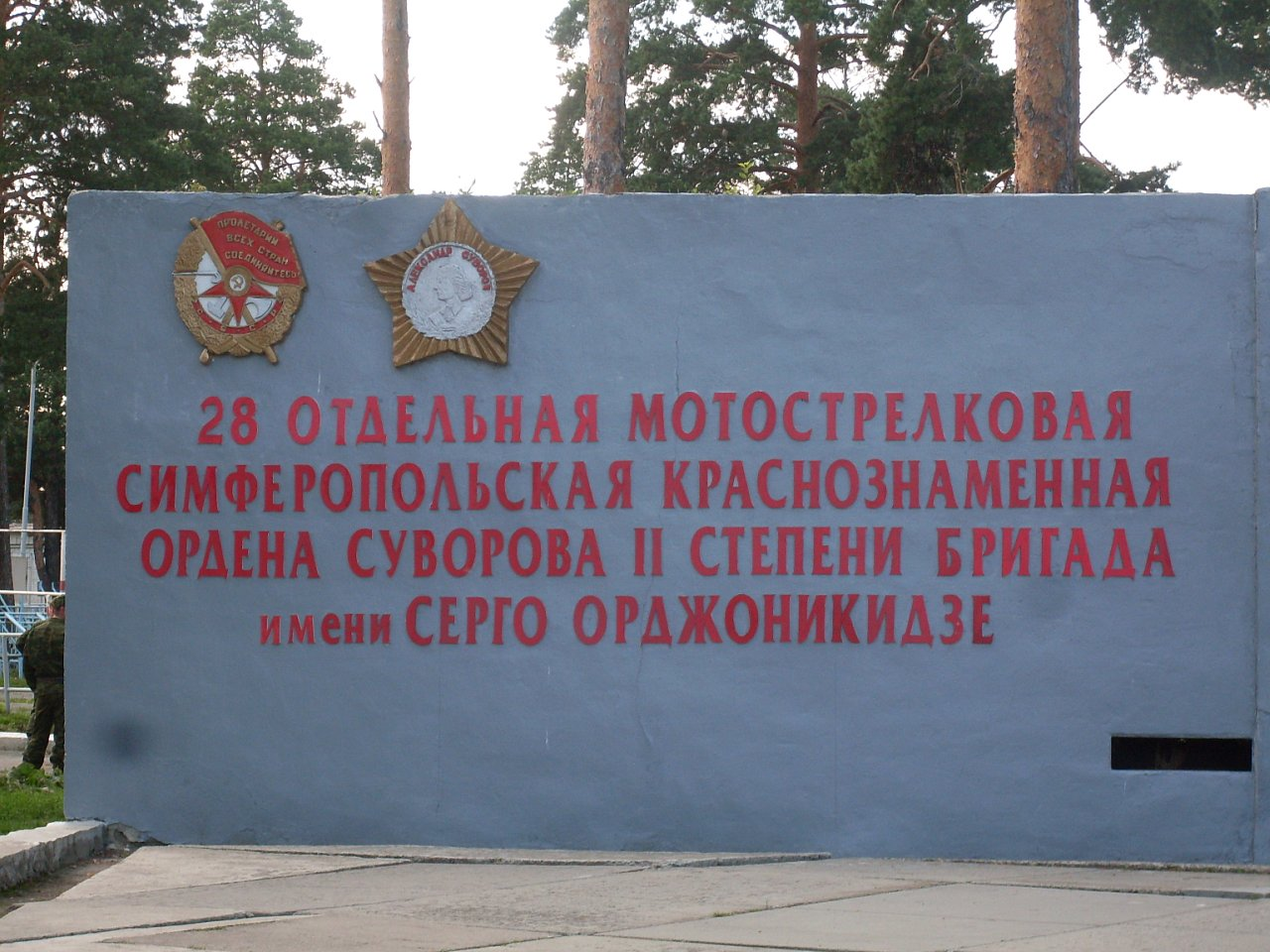
Мемориал в 32-м военном городке (Екатеринбург).
Нарукавные знаки 34 мсд.
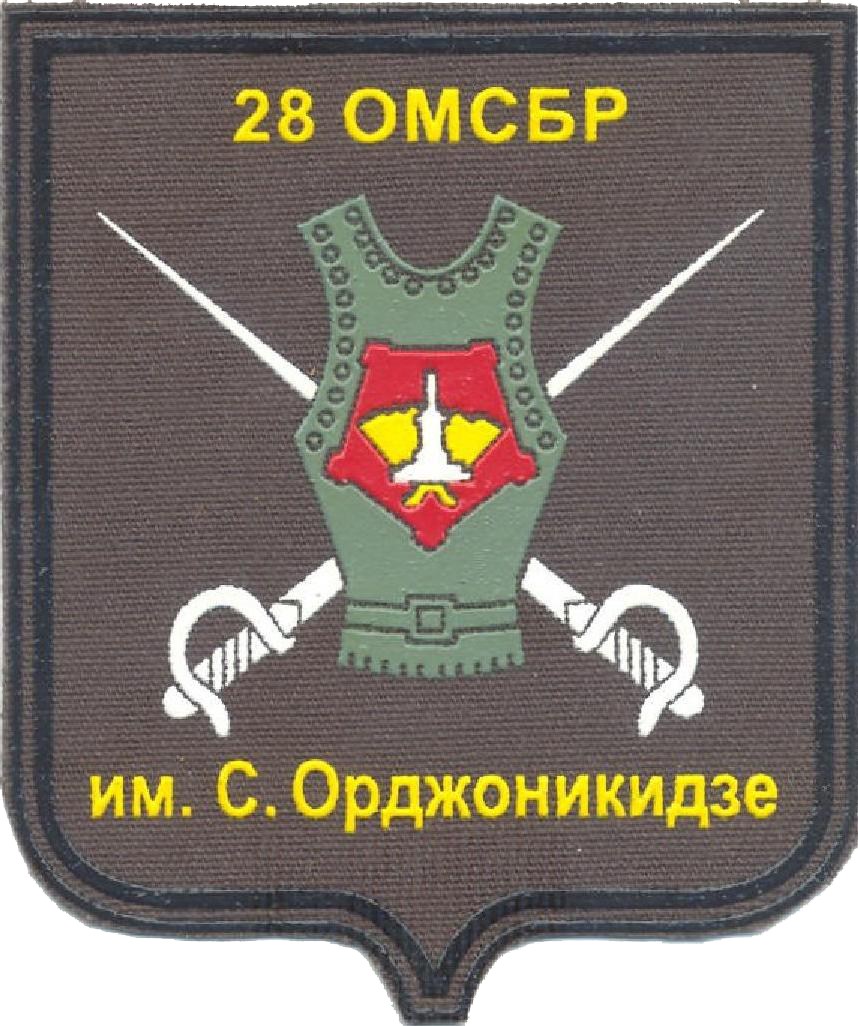
Нарукавный знак 28 омсбр.
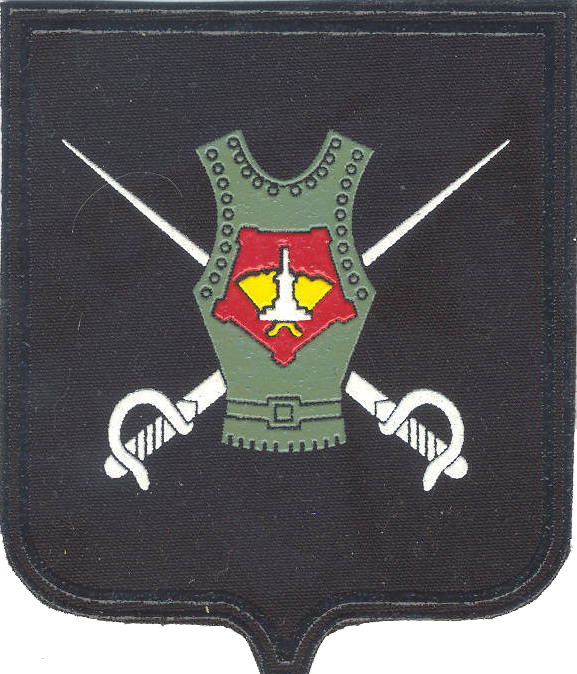
Нарукавный знак 28 омсбр.